# Cocaetileno
El cocaetileno es un metabolito tóxico elaborado por el hígado en personas que consumen simultáneamente cocaína y alcohol. El cocaetileno aumenta el efecto tóxico de la cocaína y puede provocar muerte súbita.

## Metabolismo
Su nombre en IUPAC es etil (2R,3S)-3-benzoiloxi-8-metil-8-azabiciclo[3.2.1]octane-2-carboxilato.
Cuando se consume la cocaína de forma aislada, esta se metaboliza rápidamente en benzoilecgonina por hidrólisis de su grupo metil-ester. La benzoilecgonina no posee propiedades psicoestimulantes. Sin embargo en aquellas personas que consumen de forma simultánea etanol y cocaína, el etanol inhibe la hidrólisis de la cocaína, formándose en el hígado el metabolito cocaetilino o etilcocaína, el cual pasa a la sangre y se distribuye por todo el organismo. El cocaetileno tiene una vida media más larga que la cocaína y posee potentes efectos psicoestimulantes y tóxicos.

## Acción
El cocaetileno tiene la capacidad de provocar euforia al alterar los mecanismos cerebrales de recompensa y elevar los niveles intracelulares de ß-endorfinas en el citoplasma de las células del hipotálamo, siendo esta acción muy superior a la obtenida por la administración única de cocaína.

## Toxicidad sobre el corazón
El cocaetileno actúa sobre las células del músculo cardiaco (miocitos), inhibiendo los canales de sodio y provocando un bloqueo de los mismos en el miocardio, lo que ocasiona disminución de la capacidad contráctil del corazón (efecto ionotrópico negativo). Además, enlentece la conducción cardiaca, favorece la aparición de arritmias y aumenta considerablemente el riesgo de muerte súbita. Se ha calculado que el riesgo de muerte repentina es 20 veces mayor con el cocaetileno que con la cocaína.